# Szakolcai Közép-európai Főiskola
A Szakolcai Közép-európai Főiskola (szlovákul: Stredoeurópska vysoká škola v Skalici) magán főiskola Szakolcán, Szlovákiában, amely elsősorban a nemzetközi kapcsolatok és a környezetvédelem területén kínál képzést. Az iskolát 2005-ben alapította Heidy Schwarczová, aki az iskola tulajdonosa is volt. A szakolcai központ mellett 2012 és 2019 között Kassán is működtetett kihelyezett tagozatot. Az egyetem rektora Jozef Minďaš.
2019-re az iskola jelentős tartozásokat halmozott fel, kérdésessé vált, meg tudja-e kezdeni az új tanévet, a diákok kérdéseire sem reagáltak. A tanév végül háromhetes késéssel, októberben kezdődött el.
2020 júniusában kétségek merültek fel a főiskolán leadott szakdolgozatok minőségét illetően, köztük volt Boris Kollár parlamentelnök munkája is. A szakdolgozatok konzulense Jozef Minďaš jelenlegi rektor volt, és habár a hatályos szabályok alapján plágiumnak minősültek, sikeresen meg lettek védve. Hasonló kétségek merültek fel ifjabb Ivan Kmotrík munkájánál, akinek az apja az iskola igazgatótanácsának vezetője volt, és a szakdolgozat szövegét a bírálója műveiből másolta.
2021. május 31-én a szlovák oktatásügyi minisztérium javasolta az iskola működtetésére adott engedély visszavonását. A minisztérium jelentése szerint az iskola nem hozta nyilvánosságra az éves gazdasági jelentését a 2018-as és 2019-es évekre, továbbá nem érhetőek el a belső előírások. A minisztérium végül június 30-án vonta meg az iskola működési engedélyét.